# Jonthadocerus
Jonthadocerus is een geslacht van kevers uit de familie  
kniptorren (Elateridae).
Het geslacht is voor het eerst wetenschappelijk beschreven in 1918 door Buysson.

## Soorten
Het geslacht omvat de volgende soort:
- Jonthadocerus rufescens (Escalera, 1914)